# Клецанда, Ян
Ян Клецанда (чеш. Jan Klecanda; 5 марта 1855, Прага — 16 мая 1920, Прага) — чешский писатель
.
Окончив гимназию, недолго изучал инженерное дело. В 1875 году был призван в армию и стал преподавать в военном училище. Летом 1883 года он приехал в Теплице с задачей создать здесь первую школу с преподаванием на чешском языке, довольно быстро став заметной фигурой в местном учительском сообществе. К этому же периоду относится литературный дебют Клецанды, он также составил и опубликовал местный литературный альманах.
В 1887 году в результате нервного заболевания Клецанда покинул Теплице и оставил учительскую карьеру, посвятив себя журналистской и литературной работе. Он основал политический еженедельник «Вышеград» (чеш. Vyšehrad), выходивший на протяжении 13 лет. В своих публицистических выступлениях, романах и рассказах Клецанда описывал народную жизнь, резко выступал против германизации северочешских областей, выпустив в общей сложности 21 книгу. В годы Первой мировой войны Клецанда и его сыновья приняли активное участие в антиавстрийском движении и борьбе за национальное самоопределение и с энтузиазмом приветствовали появление нового независимого государства.
Главными трудами автора являются: «На поле битвы» («Na bojišti»), «Все истории» («Vśedni přibĕhy») и «Школа жизни» («Školou źivota»).